# کریم جوانشیر
کریم جوانشیر خویی (۱ دی ۱۳۱۴ در خوی - ۱۰ فروردین ۱۳۷۷) پژوهشگر جنگل‌شناسی و منابع طبیعی ایران و عضو پیوستهٔ فرهنگستان علوم ایران بود.
او برای نگارش کتاب سوزنی‌برگان برگزیدهٔ سومین دورهٔ کتاب سال ایران شد و برای نگارش کتاب توت برای ابریشم و ابریشم‌های بدون توت در چهاردهمین دورهٔ کتاب سال، شایستهٔ تقدیر شناخته شد.